# 魯斯 (密西西比州)
魯斯（英語：Ruth）是位於美國密西西比州林肯縣的非建制地區。該地於1900年時有20人。

## 地理
魯斯所處的海拔為高於海平面141米（即463英呎），而該地所採用的時區為UTC-6，即北美中部時區（CST）。同時該地設有夏令時間，為UTC-6調快一小時，即UTC-5（CDT）。